# Tubinox
Tubinox București este o companie producătoare de țevi de inox din România.
Este singura companie de acest gen din România și a treia din Europa.
Societatea a fost preluată în noiembrie 2003 de Tenaris-Silcotub, firmă a unui cetățean argentinian.
În anul 2006, compania indiană Viraj Alloys Limited a preluat întregul pachet reprezentând 99,5% din acțiunile Tubinox, deținut anterior de către Silcotub Zalău.
Tranzacția s-a realizat prin intermediul firmei Sino Investment Global Limited, înregistrată în Insulele Virgine.
Valoarea tranzacției nu a fost dată publicității.
Viraj Alloys face parte din Viraj Group, companie indiană cu operațiuni în industria siderurgică.
Grupul  Viraj este o companie importantă în producția mondială de oțel inoxidabil, cu o cifră de afaceri de 500 milioane de dolari pe an.